# Троицкая старообрядческая церковь (Екатеринбург)
Троицкая старообрядческая церковь (Дом и церковь Троицкая Общества старообрядцев) — бывший старообрядческий православный храм в Екатеринбурге, расположенный по улице Розы Люксембург, 75. Принадлежит Русской православной старообрядческой церкви. Бывший объект культурного наследия народов Российской Федерации (исключен из государственного реестра 5 декабря 2022 года).

## История
В XVIII веке была построена усадьба на левом берегу реки Исеть. Жилой дом, который входил в усадьбу, был построен в 1801 году и принадлежал С. Чернышеву, затем екатеринбургскому купцу В. Блохину. В 1835 году усадьба и дом были куплены купцом А. Баландиным, который перестроил дом с устройством мезонина по образцовому проекту. Проект дома выполнил унтер-шихтмейстер Д. Волегов, подписал проект городской архитектор Михаил Малахов. Последующий владельцем жилого дома и усадьбы был екатеринбургский купец-старовер С. В. Янин, который в начале 1880-х годов передал усадьбу старообрядческой общине. Жилой дом был приспособлен под церковь. Здание не имело никаких внешних признаков церкви, кроме креста над воротами усадьбы. Во флигеле находилась школа общины и духовное училище старообрядческой общины Австрийского согласия. В 1913 году к западному фасаду флигеля была пристроена колокольня. В 1930-х годах здание церкви было надстроено и подверглось значительной внутренней перепланировке, школа закрыта, разобраны верхние ярусы колокольни.

## Возрождение
В декабре 2016 года Министерством государственного имущества Свердловской области здание было передано Русской Православной Старообрядческой Церкви.
В связи с предыдущим использованием здания в качестве биолаборатории, а позднее и туберкулезного диспансера, в нем было запрещено проводить службы.
18 июня 2019 году здание сгорело.

## Архитектура
Здание поставлено по красной линии улицы, представляет собой трехэтажный каменный объём. Уличный фасад имеет симметричную трехчастную композицию, образованную центрально расположенным ризалитом и боковыми частями. Ризалит имеет три оконных оси, а его углы и межоконные участки стены дополнены плоскими лопатками. Треугольный фронтон в тимпане по оси имеет полуциркульное слуховое окно. Боковой фасад имеет две оконные оси каждая, а углы фасада с плоскими лопатками. Здание является образцом жилого дома первой половины XIX века, построенного по «образцовым фасадам», в стиле классицизма, а как церковь является образцом старообрядческой культовой постройки XIX века.

## Охранный статус
Постановлением Правительства Свердловской области № 859-ПП от 28.12.2001 года здание поставлено на государственную охрану в качестве памятника градостроительства и архитектуры регионального значения. Распоряжением Правительства Российской Федерации от 5 декабря 2022 года здание исключено из государственного реестра.